# Список замков Саут-Ланаркшира
Ниже представлен список замков в округе Саут-Ланаркшир, Шотландия.
| Название                                       | Тип                  | Дата постройки  | Состояние     | Изображение | Владение                           | Примечания |
| ---------------------------------------------- | -------------------- | --------------- | ------------- | ----------- | ---------------------------------- | --- |
| Замок Биггар (англ. Biggar Castle)             | мотт и бейли         | XII в.          | руины         |             |                                    | Построен Болдуином из Биггара, шерифом Ланарка. В конце XIII века перешёл к клану Флеминг в результате брака. Заброшен в XIV веке, когда семья переехала в замок Богхолл. |
| Замок Богхаус (англ. Boghouse Castle)          | замок                | XIV в.          | не сохранился |             | частная собственность              | К XIX веку пришёл в упадок и разрушился. Ныне территория фермы. |
| Замок Богхолл (англ. Boghall Castle)           | замок                | начало XIV в.   | руины         |             |                                    | Построен кланом Флеминг на замену замку Биггар. В замке останавливались Эдуард II (1310), Маргарита Датская (1473) и Мария Стюарт (1565). В 1570 году разграблен Мэтью Стюартом, 4-м графом Леннокс. |
| Замок Ботвелл (англ. Bothwell Castle)          | донжон               | XIII в.         | руины         |             | Агентство «Историческая Шотландия» | Построен родоначальниками клана Мюррей. Играл ключевую роль в войнах за независимость Шотландии. В 1362 году перешёл к 3-му графу Дуглас в результате брака. Перестроен в начале XV века, заброшен к XVIII веку. В 1935 году передан государству 13-м графом Хьюм.                                             |
| Замок Кадзоу (англ. Cadzow Castle)             | замок                | ок. 1530        | руины         |             | Агентство «Историческая Шотландия» | Изначальный королевский замок был построен в XII веке. В 1222 году перешёл к Коминым, затем подарен Робертом Брюсом Уолтеру Фиц-Гилберту. Нынешний замок построен сэром Джеймсом Гамильтоном из Финнарта (бастард 1-го графа Арран). В конце XVI века разрушен 1-м графом Мар.                                 |
| Замок Колдервуд (англ. Calderwood Castle)      | рыцарская башня      | XIV в.          | не сохранился |             |                                    | Построен кланом Максвелл. Обрушился в январе 1773 года. Руины снесены в 1955 году. Рисунок 1765 года. |
| Замок Карстэрс (англ. Carstairs Castle)        | замок                | XII в.          | не сохранился |             |                                    | В 1126 году подарен епископу Глазго. Стратегически важный замок во время войн за независимость Шотландии. |
| Замок Крейгнетан (англ. Craignethan Castle)    | замок                | XVI в.          | руины         |             | Агентство «Историческая Шотландия» | Земли были подарены 1-м графом Арран своему внебрачному сыну сэру Джеймсу Гамильтону из Финнарта (казнён в 1540 году). Замок перешёл ко 2-му графу Арран. В 1579 году разрушен, в 1659 году продан герцогиней Анной. С 1730 года во владении герцога Дуглас. В 1949 году передан государству 14-м графом Хьюм. |
| Замок Кроуфорд (англ. Crawford Castle)         | рыцарская башня      | XII в.          | руины         |             | частная собственность              | Построен кланом Кроуфорд, ок. 1154 года перешёл к клану Линдси в результате брака. В 1488 году пожалован Арчибальду Дугласу, 5-му графу Ангус. Перестроен ок. 1633 года. Перешёл к герцогу Гамильтон, заброшен в конце XVIII века.                                                                             |
| Замок Кроуфордджон (англ. Crawfordjohn Castle) | рыцарская башня      | XII в.          | не сохранился |             |                                    | Построен пасынком Болдуина из Биггара. Заброшен в XIV веке после строительства замка Богхаус. |
| Замок Дуглас (англ. Douglas Castle)            | замок                | XIII в.         | руины         |             | Граф Хьюм                          | Родовое гнездо Дугласов (позднее Дуглас-Хьюмов). Несколько раз реконструивовался, последний раз полностью перестроен в 1757 году как особняк в виде замка. Снесён в 1938 году из-за просадки. |
| Замок Драмсагард (англ. Drumsagard Castle)     | мотт и бейли         | неизвестно      | руины         |             |                                    | Изначально во владении клана Олифант, затем клана Мюррей, с 1362 года — клана Дуглас, а с 1452 года — клана Гамильтон. Ныне территория одноимённой деревни. |
| Замок Фарм (англ. Farme Castle)                | замок                | ок. 1325        | не сохранился |             |                                    | Подарен Робертом Брюсом Уолтеру Стюарту, лорд-стюард Шотландии. Перестроен в XV веке. Принадлежал Кроуфордам, позднее Дугласам. Снесён в 1960-е годы. |
| Замок Гилбертфилд (англ. Gilbertfield Castle)  | рыцарская башня      | 1607            | руины         |             | частная собственность              | Построен Гамильтонами. Обрушился в середине XX века. |
| Башня Холлбар (англ. Tower of Hallbar)         | рыцарская башня      | середина XVI в. | восстановлена |             | Локхарты из Ли                     | Часть старой баронии Брэйдвуд. Принадлежал в разное время Генри Стюарту (сын 2-го лорда Очилтри), графу Лодердейл, графу Ангус и сэру Джорджу Локхарту (с 1681 года). Пришёл в упадок, отремонтирован в 1861 году. Реконструирован в 1998 году, гостиница.                                                     |
| Замок Килбрайд (англ. Kilbride Castle)         | замок                | XII в.          | руины         |             |                                    | Принадлежал Коминым, затем пожалован Робертом Брюсом Уолтеру Стюарту. В 1382 году перешёл к Джону Линдси из Данрода. |
| Замок Ланарк (англ. Lanark Castle)             | замок                | неизвестно      | не сохранился |             |                                    | В 978 году Кеннет II созывал здесь парламент. Королевская резиденция Давида I и Вильгельма Льва. Играл важную роль в войнах за независимость Шотландии. Место замка охраняется государством. |
| Башня Ламингтон (англ. Lamington Tower)        | рыцарская башня      | XVI в.          | руины         |             |                                    | Построен кланом Бейли. В XVIII веке разобрана на строительный камень. |
| Замок Ли (англ. Lee Castle)                    | особняк в виде замка | 1834—1845       | сохранился    |             | частная собственность              | Родовое гнездо Локхартов из Ли в 1272—1919 годах. В XIX веке перестроен, включает средневековый замок. В 2004 году продан американскому магнату, ставшему после этого бароном Ли. Частная резиденция. Рисунок 1830 года.                                                                                       |
| Замок Мэйнс (англ. Mains Castle)               | рыцарская башня      | XV в.           | восстановлен  |             | частная собственность              | В XIII веке земли в собственности клана Комин; перешли к Уолтеру Стюарту как приданое Марджори Брюс; позже клан Линдси построил замок. В 1619 году продан Стюартам. Куплен частным лицом в 1976 году, отреставрирован. Частная резиденция.                                                                     |
| Замок Робертон (англ. Roberton Castle)         | мотт и бейли         | XII в.          | руины         |             |                                    | Часть баронии Робертон, родовое гнездо Робертонов. Конфискован Робертом Брюсом за поддержку англичан во время первой войны за независимость Шотландии. Заброшен в XIV веке. |
| Замок Ратерглен (англ. Rutherglen Castle)      | замок                | XIII в.         | не сохранился |             |                                    | Захвачен англичанами во время первой войны за независимость Шотландии, осаждался Робертом Брюсом; отбит Эдуардом Брюсом и сэром Джеймсом Дугласом. Сожжён 1-м графом Морей в 1569 году. На Касл-стрит имеется мемориальная доска.                                                                              |
| Замок Стрейвен (англ. Strathaven Castle)       | рыцарская башня      | ок. 1350        | руины         |             |                                    | Построен Бэрдами, позже перешёл к Синклерам, затем к графам Дуглас. В 1455 году разграблен и разрушен; позже восстановлен. В 1611 году продан 2-му маркизу Гамильтон. Заброшен в 1717 году после смерти Анны, герцогини Гамильтон.                                                                             |
| Замок Тарбракс (англ. Tarbrax Castle)          | замок                | неизвестно      | не сохранился |             |                                    | Построен Сомервиллями. В 1649 году перешёл к Локхартам. |